# Council of the Americas

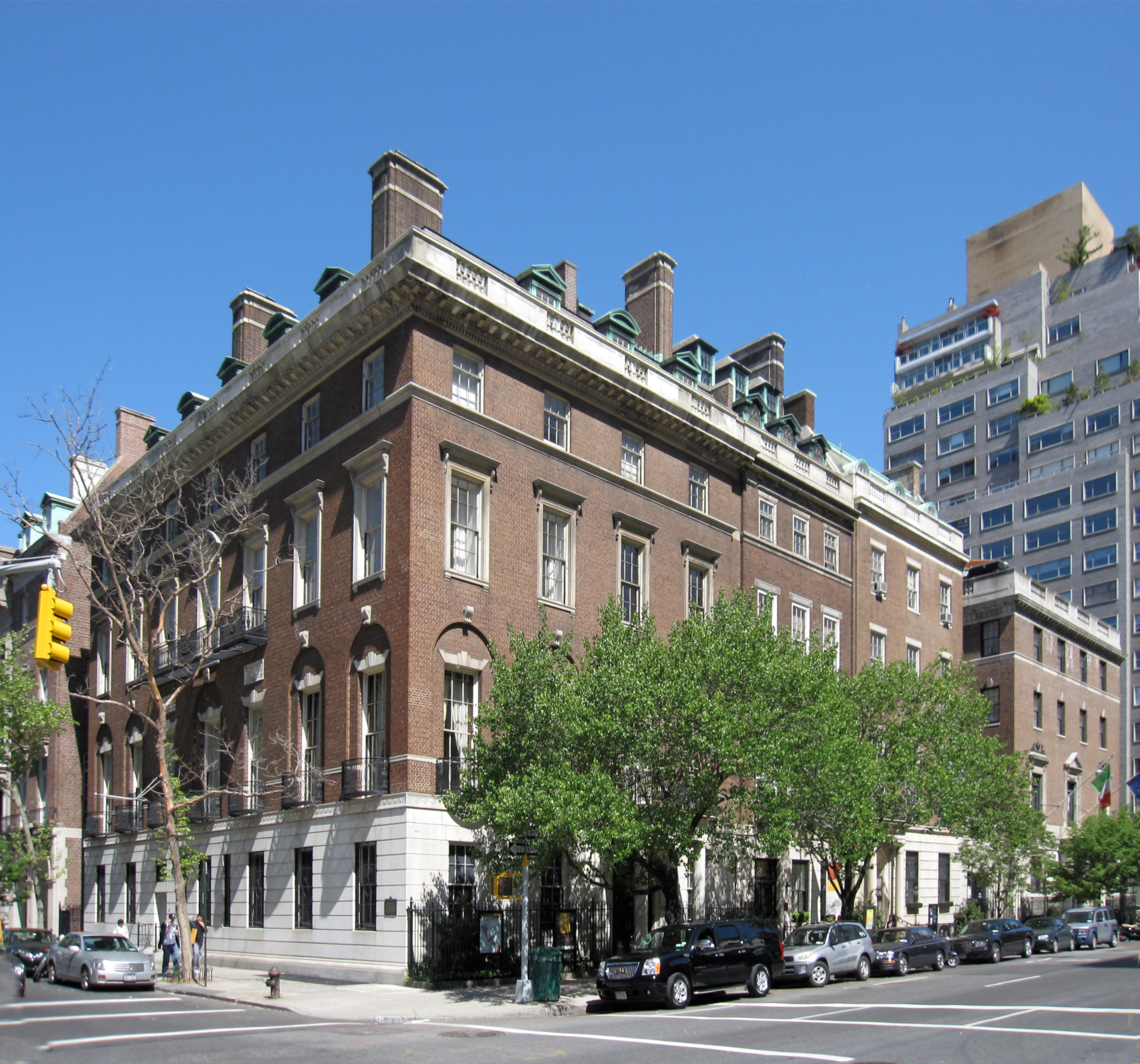
Hauptsitz im Percy R. Pyne House in New York

Der Council of the Americas (COA) ist eine US-amerikanische Wirtschaftsorganisation, deren Ziel die Förderung von Freihandel, Demokratie und offenen Märkten auf dem amerikanischen Kontinent ist. Zu den Mitgliedern gehören verschiedene amerikanische Großunternehmen. Der COA hat seinen Hauptsitz in New York City und Zweigstellen in Washington, D.C. und Miami. Schwesterorganisation des COA ist die Americas Society, welche 1965 ebenfalls von David Rockefeller gegründet wurde.

## Geschichte
Gegründet wurde die Organisation 1963 unter dem Namen Latin American Business Group von David Rockefeller auf Ersuchen des damaligen Präsidenten John F. Kennedy, wobei es darum ging, den Einfluss Fidel Castros in Lateinamerika zurückzudrängen und die Interessen amerikanischer Großkonzerne zu wahren. Die Kennedy-Regierung gewährte Investitionsgarantien, die die Regierung bis 1967 allein im Fall Chiles 600 Millionen Dollar kosteten. Die Business Group soll auch eng mit der Central Intelligence Agency zusammengearbeitet haben. Fast 30 Unternehmen nahmen 1965 teil, als die Unternehmensgruppe in den Council for Latin America (später umbenannt in Council of the Americas) umgewandelt wurde. Seitdem ist die Mitgliederzahl auf über zweihundert Blue-Chip-Unternehmen angewachsen, die den Großteil der privaten US-Investitionen in Lateinamerika repräsentieren. Der COA gilt als wichtige Lobbyorganisation für eine Amerikanische Freihandelszone. Gemeinsam mit der Americas Society gibt der COA seit 2007 die Publikation Americas Quarterly heraus.

## Mitglieder
Dem Rat gehören führende internationale Unternehmen an, die ein breites Spektrum von Sektoren vertreten, darunter Banken und Finanzen, Beratungsdienste, Konsumgüter, Energie und Bergbau, Fertigung, Medien, Technologie und Transport. Zu den Mitgliedern gehören u. a. Unternehmen wie Apple, Bayer, BlackRock, Chevron, die Citigroup, ExxonMobil, Goldman Sachs, JPMorgan Chase, McKinsey & Company, Shell und auch Chiquita Brands International, der Nachfolger der United Fruit Company.